# Softbol nos Jogos Pan-Americanos de 2023
O torneio de softbol nos Jogos Pan-Americanos de 2023 em Santiago, no Chile, foi realizado entre 30 de outubro e 4 de novembro de 2023 no Centro de Beisebol e Softbol, localizado na comuna de Cerrillos.
Um total de oito equipes femininas (cada uma consistindo em até 16 atletas) competiram no torneio.

## Qualificação
Um total de oito equipes femininas se classificaram para o torneio pan-americano de softbol. O país-sede (Chile) teve classificação automática, juntamente com as campeãs dos Jogos Pan-Americanos Júnior de 2021 e com as seis melhores equipes do Campeonato Pan-Americano de 2022.
| Evento                              | Datas                        | Local               | Vagas | Classificados                                          |
| ----------------------------------- | ---------------------------- | ------------------- | ----- | ------------------------------------------------------ |
| País-sede                           | —                            | —                   | 1     | Chile                                                  |
| Jogos Pan-Americanos Júnior de 2021 | 27 de novembro–2 de dezembro | Cáli                | 1     | Estados Unidos                                         |
| Campeonato Pan-Americano de 2022    | 12–19 de novembro            | Cidade da Guatemala | 6     | Canadá · Cuba · Porto Rico · Venezuela · México · Peru |
| Total                               |                              |                     | 8     |                                                        |

## Nações participantes
Um total de 8 CONs qualificaram uma equipe, entre parênteses encontra-se representada a quantidade de atletas.
- CAN Canadá (16)
- CHI Chile (16)
- CUB Cuba (16)
- MEX México (16)
- PER Peru (16)
- PUR Porto Rico (16)
- USA Estados Unidos (16)
- VEN Venezuela (16)

## Medalhistas
|  | USA Estados Unidos |  | PUR Porto Rico |  | CAN Canadá |
|  | Mia Davidson Montana Fouts Nicole Bates Rachel García Alison Aguilar Aliyah Andrews Allyson Carda Amanda Lorenz Aubrey Leach Baylee Klingler Dejah Mulipola Erin Coffel Haylie McCleney Janae Jefferson Kathryn Sandercock Sahvanna Jaquish |  | Taran Alvelo Aleimalee López Brianna Roberts Nayah Pola Yessenia López Jena Cozza Kathyria García Soto Aleshia Ocasio Camille Ortiz Alyssa Rivera Madison Simon Samantha del Hoyo Karla Claudio Tatianna Roman Gianna Mancha Janelle Martínez |  | Morgan Rackel Morgan Reimer Nicole Rivait Kianna Jones Dawn Bodrug Sara Groenewegen Zoe Hicks Janet Leung Callum Pilgrim Erika Polidori Natalie Wideman Grace Messmer Rylie Crane Emma Entzminger Larissa Franklin Kelsey Harshman |

## Resultados

### Primeira fase
Os resultados do evento são demonstrados a seguir.
|  | Equipes classificadas a segunda fase      |
|  | Equipe classificada à disputa de 5º lugar |
|  | Equipe classificada à disputa de 7º lugar |

Todas as partidas seguem o fuso horário local (UTC−3).

#### Grupo A
| Seleção            | J | V | D | C+ | C- | DC  |
| ------------------ | - | - | - | -- | -- | --- |
| USA Estados Unidos | 3 | 3 | 0 | 34 | 2  | +32 |
| MEX México         | 3 | 2 | 1 | 17 | 9  | +8  |
| VEN Venezuela      | 3 | 1 | 2 | 17 | 18 | –1  |
| CHI Chile          | 3 | 0 | 3 | 0  | 39 | –39 |

| 29 de outubro 10:00 | México | 9 – 2 (F/6) Ficha | Venezuela | Centro de Beisebol e Softbol, Cerrillos Público: 500 |

| 29 de outubro 16:00 | Chile | 0 – 18 (F/3) Ficha | Estados Unidos | Centro de Beisebol e Softbol, Cerrillos Público: 350 |

| 30 de outubro 13:00 | Estados Unidos | 9 – 2 (F/6) Ficha | Venezuela | Centro de Beisebol e Softbol, Cerrillos Público: 500 |

| 30 de outubro 16:00 | Chile | 0 – 8 (F/5) Ficha | México | Centro de Beisebol e Softbol, Cerrillos Público: 368 |

| 31 de outubro 16:00 | Venezuela | 13 – 0 (F/4) Ficha | Chile | Centro de Beisebol e Softbol, Cerrillos Público: 638 |

| 1 de novembro 13:00 | México | 0 – 7 (F/5) Ficha | Estados Unidos | Centro de Beisebol e Softbol, Cerrillos Público: 450 |

#### Grupo B
| Seleção        | J | V | D | C+ | C- | DC  |
| -------------- | - | - | - | -- | -- | --- |
| PUR Porto Rico | 3 | 3 | 0 | 8  | 3  | +5  |
| CAN Canadá     | 3 | 2 | 1 | 16 | 3  | +13 |
| CUB Cuba       | 3 | 1 | 2 | 5  | 6  | –1  |
| PER Peru       | 3 | 0 | 3 | 0  | 17 | –17 |

| 29 de outubro 13:00 | Cuba | 0 – 4 Ficha | Canadá | Centro de Beisebol e Softbol, Cerrillos Público: 537 |

| 30 de outubro 10:00 | Peru | 0 – 3 Ficha | Porto Rico | Centro de Beisebol e Softbol, Cerrillos Público: 300 |

| 31 de outubro 10:00 | Canadá | 10 – 0 (F/5) Ficha | Peru | Centro de Beisebol e Softbol, Cerrillos Público: 280 |

| 31 de outubro 13:00 | Cuba | 1 – 2 Ficha | Porto Rico | Centro de Beisebol e Softbol, Cerrillos Público: 385 |

| 1 de novembro 10:00 | Peru | 0 – 4 Ficha | Cuba | Centro de Beisebol e Softbol, Cerrillos Público: 457 |

| 1 de novembro 16:00 | Porto Rico | 3 – 2 Ficha | Canadá | Centro de Beisebol e Softbol, Cerrillos Público: 150 |

### Classificação 5º–8º lugar

#### Disputa pelo sétimo lugar
| 2 de novembro 10:00 | Chile | 0 – 10 (F/4) Ficha | Peru | Centro de Beisebol e Softbol, Cerrillos Público: 150 |

#### Disputa pelo quinto lugar
| 2 de novembro 13:00 | Cuba | 4 – 0 Ficha | Venezuela | Centro de Beisebol e Softbol, Cerrillos |

### Segunda fase
Os resultados das partidas da primeira fase entre as equipes qualificadas (que estavam no mesmo grupo) são contabilizados para a segunda fase.
|  | Equipes classificadas à disputa pelo ouro  |
|  | Equipes classificada à disputa pelo bronze |

Todas as partidas seguem o fuso horário local (UTC−3).
| Seleção            | J | V | D | C+ | C- | DC  |
| ------------------ | - | - | - | -- | -- | --- |
| USA Estados Unidos | 3 | 3 | 0 | 26 | 6  | +20 |
| PUR Porto Rico     | 3 | 2 | 1 | 7  | 13 | –6  |
| CAN Canadá         | 3 | 1 | 2 | 11 | 12 | –1  |
| MEX México         | 3 | 0 | 3 | 1  | 14 | –13 |

| 2 de novembro 16:00 | Canadá | 6 – 1 Ficha | México | Centro de Beisebol e Softbol, Cerrillos Público: 150 |

| 3 de novembro 10:00 | Porto Rico | 3 – 11 Ficha | Estados Unidos | Centro de Beisebol e Softbol, Cerrillos Público: 150 |

| 3 de novembro 13:00 | Canadá | 3 – 8 Ficha | Estados Unidos | Centro de Beisebol e Softbol, Cerrillos Público: 130 |

| 3 de novembro 16:00 | México | 0 – 1 Ficha | Porto Rico | Centro de Beisebol e Softbol, Cerrillos Público: 130 |

### Fase final

#### Disputa pelo bronze
| 4 de novembro 10:00 | México | 0 – 7 Ficha | Canadá | Centro de Beisebol e Softbol, Cerrillos Público: 320 |

#### Disputa pelo ouro
| 4 de novembro 14:00 | Porto Rico | 0 – 7 Ficha | Estados Unidos | Centro de Beisebol e Softbol, Cerrillos Público: 500 |

## Classificação final
| Pos.              | Equipe         | Campanha | Campanha | Campanha |
| Pos.              | Equipe         | V        | D        |          |
| ----------------- | -------------- | -------- | -------- | -------- |
| Medalha de ouro   | Estados Unidos | 6        | 0        |          |
| Medalha de prata  | Porto Rico     | 4        | 2        |          |
| Medalha de bronze | Canadá         | 4        | 2        |          |
| 4                 | México         | 2        | 4        |          |
| 5                 | Cuba           | 2        | 2        |          |
| 6                 | Venezuela      | 1        | 3        |          |
| 7                 | Peru           | 1        | 3        |          |
| 8                 | Chile          | 0        | 4        |          |